# Premio Weatherby
El Premio Weatherby se otorga anualmente por logros notables en las actividades de la caza y conservación . Se considera "el equivalente al Premio Nobel en caza y conservacionismo" y el pináculo de una carrera de caza larga y exitosa. Aunque se otorgó por primera vez en 1956, la Weatherby Foundation International se estableció en 1988 para honrar al difunto Roy Weatherby, fundador del fabricante de armas del mismo nombre, Weatherby, Inc. La declaración de misión de la Fundación es “educar a los jóvenes y al público no cazador sobre el rol beneficioso de la caza deportiva ética y su contribución a la conservación de la vida silvestre, y proteger nuestro derecho constitucional a hacerlo”.

## Laureados
La lista de ganadores está disponible en el sitio web oficial de la Fundación Weatherby .
| Year | Winner | Winner                      | Country        | Nominees | Comments |
| ---- | ------ | --------------------------- | -------------- | --- | -------- |
| 1956 |        | Herb W. Klein               | Estados Unidos | Desconocidos |          |
| 1957 |        | Jack O'Connor               | Estados Unidos | Don Hopkins, Myles Brown, Col T. Whelen, Robert Taylor, Jack Roach.                                                        |          |
| 1958 |        | Warren Page                 | Estados Unidos | Julio Estrada, Berry Brooks                                                                                                |          |
| 1959 |        | Berry B. Brooks             | Estados Unidos | Julio Estrada |          |
| 1960 |        | Elgin T. Gates              | Estados Unidos | Bobby Burns, George Parker, Lloyd Zeug, HIH Prince Abdorreza, Julio E. Estrada, Dr. Frank Hibben, John B. Lagarde          |          |
| 1961 |        | Julio E. Estrada            | México         | HIH Prince Abdorreza, Dr. Frank Hibben, John B. Lagarde                                                                    |          |
| 1962 |        | H.I.H Abdul Reza Pahlavi    | Irán           | Dr. Frank Hibben, John B. Lagarde, Lloyd Zeug, Bobby Burns, George Parker, William A. Fisher.                              |          |
| 1963 |        | John B. Lagarde             | Estados Unidos | Dr. Frank Hibben, Lloyd Zeug, Francois Edmond-Blanc, George Parker, William A. Fisher, Weir McDonald, W. Brandon Macomber. |          |
| 1964 |        | Dr. Frank C. Hibben         | Estados Unidos | |          |
| 1965 |        | François Edmond-Blanc       | Francia        | |          |
| 1966 |        | Dr. W. Brandon Macomber     | Estados Unidos | |          |
| 1967 |        | Dan W. Maddox               | Estados Unidos | |          |
| 1968 |        | Weir McDonald               | Estados Unidos | |          |
| 1969 |        | C.J. McElroy                | Estados Unidos | |          |
| 1970 |        | George H. Landreth          | Estados Unidos | |          |
| 1971 |        | Juan Naude Cordova          | México         | |          |
| 1972 |        | James R. Mellon II          | Estados Unidos | |          |
| 1973 |        | Basil C. Bradbury           | Estados Unidos | |          |
| 1974 |        | Dr. Kenneth W. Vaughn       | Estados Unidos | |          |
| 1975 |        | No hubo Premio              |                | |          |
| 1976 |        | Rudolf Sand                 | Dinamarca      | |          |
| 1977 |        | Valentín de Madariaga y Oya | España         | |          |
| 1978 |        | Arthur W. Carlsberg         | Estados Unidos | |          |
| 1979 |        | Dr. Robert E. Speegle       | Estados Unidos | |          |
| 1980 |        | Watson T. Yoshimoto         | Estados Unidos | |          |
| 1981 |        | Dr. Carlo Caldesi Biella    | Italia         | |          |
| 1982 |        | Glenn Slade                 | Estados Unidos | |          |
| 1983 |        | Mahlon T. White             | Estados Unidos | |          |
| 1984 |        | Jacques Henrijean           | Bélgica        | |          |
| 1985 |        | Thornton Snider             | Estados Unidos | |          |
| 1986 |        | Héctor Cuéllar              | México         | |          |
| 1987 |        | Dr. James E. Conklin        | Estados Unidos | |          |
| 1988 |        | No hubo premio              |                | |          |
| 1989 |        | Donald G. Cox               | Estados Unidos | |          |
| 1990 |        | Robert K. Chisholm          | Estados Unidos | |          |
| 1991 |        | Gary R. Ingersoll           | Estados Unidos | |          |
| 1992 |        | Hubert Thummler             | México         | |          |
| 1993 |        | L. Irvin Barnhart           | Estados Unidos | |          |
| 1994 |        | Dr. Gerald L. Warnock       | Estados Unidos | |          |
| 1995 |        | Jesús Yuren                 | México         | |          |
| 1996 |        | Arnold E. Alward            | Canadá         | |          |
| 1997 |        | Ricardo Medem Sanjuán       | España         | |          |
| 1998 |        | Dan L. Duncan               | Estados Unidos | |          |
| 1999 |        | Pete Papac                  | Estados Unidos | |          |
| 2000 |        | Enrique Zamácola Millet     | España         | |          |
| 2001 |        | Adrián Sada                 | México         | |          |
| 2002 |        | Rex Baker                   | Estados Unidos | |          |
| 2003 |        | Mike Simpson                | Estados Unidos | |          |
| 2004 |        | David J. Hanlin             | Estados Unidos | |          |
| 2005 |        | Jimmie C. Rosenbruch        | Estados Unidos | |          |
| 2006 |        | Federico Sada               | México         | |          |
| 2007 |        | Dr. Larry Rudolph           | Estados Unidos | |          |
| 2008 |        | Alan Sackman                | Estados Unidos | |          |
| 2009 |        | Bruce Keller                | Estados Unidos | |          |
| 2010 |        | Tony Gioffre                | Estados Unidos | |          |
| 2011 |        | Edward D. Yates             | Estados Unidos | |          |
| 2012 |        | Thomas J. Hammond           | Estados Unidos | |          |
| 2013 |        | J. Alain Smith              | Estados Unidos | |          |
| 2014 |        | Renee Snider                | Estados Unidos | |          |
| 2015 |        | Barbara Sackman             | Estados Unidos | |          |
| 2016 |        | Kenneth Barr                | Estados Unidos | |          |
| 2017 |        | Craig Boddington            | Estados Unidos | Larry Higgins, Malcom King, José Madrazo Ambrosio, Eduardo Negrete, Doug Yajko.                                            |          |
| 2018 |        | Jim Shockey                 | Canadá         | Alexander Egorov, Larry Higgins, Malcom King, Jay Link, José Madrazo Ambrosio.                                             |          |
| 2019 |        | José Madrazo Ambrosio       | España         | Alexander Egorov, Béla Hidvégi, Jay Link, Eduardo Negrete, Doug Yajko.                                                     |          |
| 2020 |        | Alexander Egorov            | Rusia          | Brad Black, Béla Hidvégi, Jay Link, Eduardo Negrete, Doug Yajko.                                                           |          |
| 2021 |        | No award                    |                | |          |
| 2022 |        | Dr. Bradford Black          | Estados Unidos | Jeff Demaske, Béla Hidvégi, Jay Link, Doug Yajko.                                                                          |          |
| 2023 |        | Bela Hidvegi                | Hungría        | Lee Anderson, Jan Dams, Jay Link, Eduardo Negrete, Doug Yajko                                                              |          |